# Evangelische Kirche Gräfenhausen

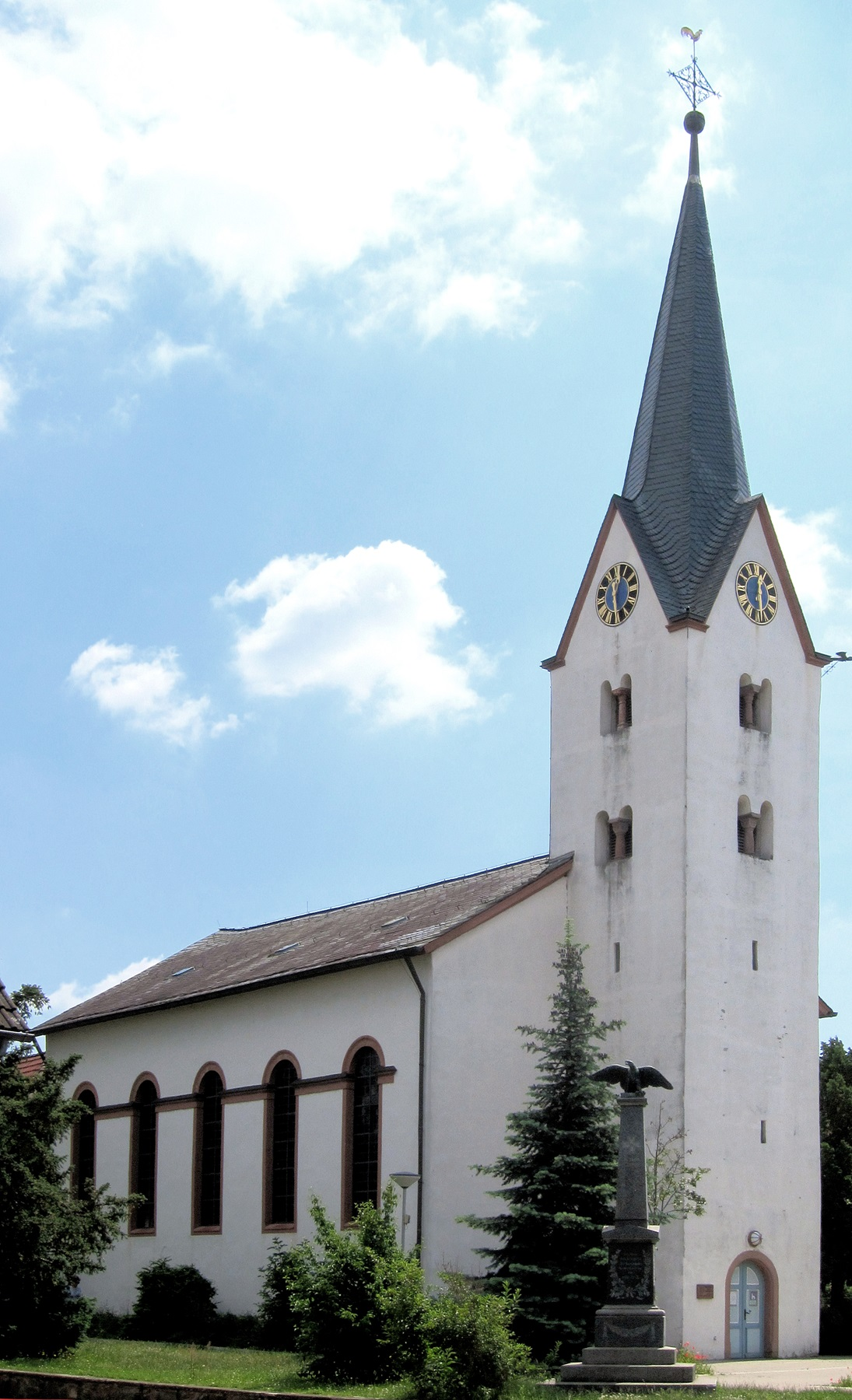
Gräfenhausen, Evangelische Kirche

Die Evangelische Kirche Gräfenhausen ist ein evangelisches Kirchengebäude in Gräfenhausen, einem Stadtteil von Weiterstadt im südhessischen Landkreis Darmstadt-Dieburg. Sie gehört zur Kirchengemeinde Weiterstadt im Dekanat Darmstadt in der Propstei Starkenburg der Evangelischen Kirche in Hessen und Nassau.

## Architektur und Geschichte
Die kleine mittelalterliche Dorfkirche wurde im 13. Jahrhundert erbaut. Im Jahre 1815 wurde sie unter Beibehaltung des Turms durch einen Saalbau mit eingezogenem Rechteckchor ersetzt. Der Umbau erfolgte nach Plänen von Georg Moller. Hohe rundbogige Fenster gliedern ihre Fassade.
Der vorgesetzte spätromanische Turm mit einem quadratischen Grundriss besitzt gekuppelte Rundbogenfenster. Bekrönt wird der Turm von einem neuzeitlichen Spitzhelm über den Giebeln.
Das Innere des flachgedeckten Saalbaus ist an drei Seiten von Holzemporen umgeben, die auf kannelierten dorischen Steinsäulen ruhen. Im Triumphbogen befindet sich ein Kanzelaltar mit Orgelprospekt. Der Orgelprospekt von Philipp Ernst Wegmann stammt aus der Zeit um 1771. Auf den Brüstungen der Orgelempore befinden sich Fries- und Grisaillemalereien des Darmstädter Hofmalers Josef Sandhaas.

## Denkmalschutz
Die Kirche steht aus architektonischen, baukünstlerischen und ortsgeschichtlichen Gründen unter Denkmalschutz.